# Lijst van beelden in Den Haag-West
Dit is een (onvolledige) chronologische lijst van beelden in Den Haag-West. Onder een beeld wordt hier verstaan elk driedimensionaal kunstwerk in de openbare ruimte van de Nederlandse gemeente Den Haag, waarbij beeld wordt gebruikt als verzamelbegrip voor sculpturen, standbeelden, installaties, gedenktekens en overige beeldhouwwerken.

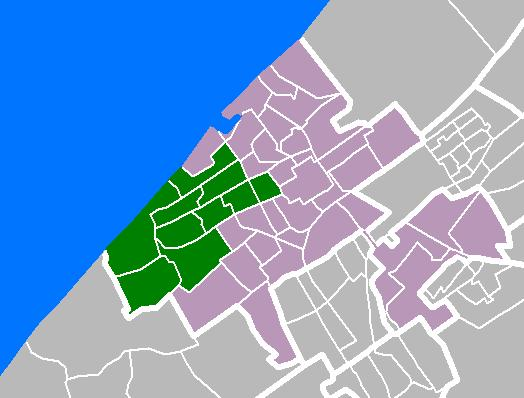

In deze lijst zijn niet de beelden opgenomen van de Beeldengalerij P. Struycken, de beeldenroute in het centrum van Den Haag. Verder wordt jaarlijks door Den Haag Sculptuur een beeldententoonstelling op het Lange Voorhout georganiseerd, ook deze tentoonstelling is niet opgenomen in deze lijst.
Den Haag-West bestaat uit de stadsdelen Loosduinen en Segbroek. Het wordt begrensd door de Noordzee in het noorden, de Nieboerweg, Houtrustweg en Waldeck Pyrmontkade in het oosten, de Loosduinseweg en Meppelweg in het zuiden en de stadsgrenzen van Den Haag in het westen.
Voor een volledig overzicht van de beschikbare afbeeldingen zie: Beelden in Den Haag-West op Wikimedia Commons.
| Titel                                                        | Kunstenaar                       | Straat                                                                           | Jaar                  | Materiaal      | Afbeelding |
| ------------------------------------------------------------ | -------------------------------- | -------------------------------------------------------------------------------- | --------------------- | -------------- | ---------- |
| Gedenkteken koningin Emma                                    | Arend Odé & Bram Gips            | Regentesseplein                                                                  | 1905                  |                |            |
| René Descartes                                               | Émile de Nieuwerkerke            | Newtonplein                                                                      | 1914                  |                |            |
| Monument majoor Thomson                                      | Charles van Wijk                 | Thomsonplein                                                                     | 1918                  |                |            |
| Heilig Hartbeeld                                             | Leo Brom                         | Loosduinse Hoofdstraat, bij Onze-Lieve-Vrouw Hemelvaartkerk                      | 1929                  | brons          |            |
| Kind met vogeldrinkbak                                       | Marian Gobius                    | Papaverhof                                                                       | 1940                  |                |            |
| Stijkelmonument                                              | Marian Gobius                    | Ockenburghstraat                                                                 | 1953                  |                |            |
| Plaquette Dr. Willem Kloos en Jeanne Kloos-Reyneke van Stuwe | Fransje Carbasius                | Regentesselaan 176                                                               | 1953                  |                |            |
| Bevrijdingsmonument                                          | Pieter Biesiot                   | Loosduinse Hoofdstraat                                                           | 1955                  |                |            |
| Gedenkzuil D.R. Gevers Deynoot                               | A.J.H. van den Brink             | Burg. Francoisplein                                                              | 1955                  |                |            |
| Twee estafettelopers                                         | Rudi Rooijackers                 | Goudsbloemlaan                                                                   | 1956                  |                |            |
| Drie dansende meisjes                                        | Gerard van Remmen                | Segbroeklaan 414-416                                                             | 1960                  |                |            |
| Verplegende en genezende                                     | Titus Leeser                     | Segbroeklaan, ziekenhuis                                                         | 1961                  |                |            |
| Compositie                                                   | Pim van der Maas                 | Beethovenplantsoen (aan Beethovenlaan ter hoogte van het Alphons Diepenbrockhof) | 1968                  |                |            |
| Rasp                                                         | Jan Snoeck                       | Segbroeklaan/ Goudenregenstraat                                                  | 1968                  |                |            |
| When the saints go marching in                               | Carel Visser                     | Segbroeklaan, vijver                                                             | 1968                  |                |            |
| De zeemeermin en de prins                                    | Doorlie Gerdes                   | Machiel Vrijenhoeklaan 450 (vakantiepark)                                        | 1968                  |                |            |
| Plastiek                                                     | Rudi Rooijackers                 | Beethovenlaan/Mozartlaan                                                         | 1969                  |                |            |
| Mechanisch Insect                                            | Aart van den IJssel              | Laan van Meerdervoort/Ockenburghstraat                                           | 1969                  |                |            |
| Cascade                                                      | Huub Hierck                      | Newtonstraat/Suezkade                                                            | 1970                  |                |            |
| Kleurpijp                                                    | Jan Snoeck                       | Houtrustweg                                                                      | 1972                  |                |            |
| Object                                                       | Lon Pennock                      | Morselaan                                                                        | 1972                  |                |            |
| Situatie                                                     | Jan Maaskant                     | Loosduinseweg                                                                    | 1972                  |                |            |
| Eeuwige jeugd                                                | Theo van der Nahmer              | Meppelrade                                                                       | 1973                  |                |            |
| Granito                                                      | Hans Kleyweg                     | Thorbeckelaan                                                                    | 1976                  |                |            |
| Groep objecten                                               | Heppe de Moor                    | De Werf                                                                          | 1976                  |                |            |
| Multipipe                                                    | Groep                            | Eshofpolderweg                                                                   | 1977                  |                |            |
| Schaatssters                                                 | Theo van der Nahmer              | Kraayensteinlaan                                                                 | 1977                  |                |            |
| Meisje met fluit                                             | Jos van Riemsdijk                | Wingerdstraat                                                                    | 1977                  |                |            |
| Flora                                                        | Bram Roth                        | Machiel Vrijenhoeklaan                                                           | 1978                  |                |            |
| Jongen in boom                                               | Dick Loef                        | Loosduinse Hoofdstraat                                                           | 1979                  |                |            |
| Ritmische zuil                                               | Pim van der Maas                 | Thorbeckelaan                                                                    | 1979                  |                |            |
| David                                                        | Lancelot Samson                  | Vierboomplein                                                                    | 1980                  |                |            |
| intersection                                                 | Lon Pennock                      | Ockenburgstraat                                                                  | 1981                  |                |            |
| Granito nr. 1                                                | Hans Kleyweg                     | Weigeliaplein                                                                    | 1981                  |                |            |
| Kangeroestoel                                                | Peter van der Meer               | Maurice Ravelweg                                                                 | 1981                  |                |            |
| Jazzmusicus                                                  | John Bakker                      | Glenn Millerhof                                                                  | 1982                  |                |            |
| Vijf geknikte buizen                                         | Bernard Olsthoorn                | Houtwijklaan                                                                     | 1983                  |                |            |
| 19 palen                                                     | Ger Dekker en Peter van Oorschot | Kapelaan Meereboerweg                                                            | 1984                  |                |            |
| Haan                                                         | Jan Snoeck                       | Dr. J. Presserstraat                                                             | 1984                  |                |            |
| Meisje op stokpaard                                          | Rob Pleysier                     | Mecklenburgplein                                                                 | 1984                  |                |            |
| Object                                                       | Marus van der Made               | Platinaweg                                                                       | 1985                  |                |            |
| Drie zuilen afgedekt door een schijf                         | Arno van der Mark                | Madestein                                                                        | 1986                  |                |            |
| Object                                                       | Jack van IJzendoorn              | Madestein                                                                        | 1986                  |                |            |
| Verschuiving naar links I                                    | Ferry Simonis                    | Monsterseweg                                                                     | 1986                  | staal          |            |
| Verschuiving naar links I                                    | Ferry Simonis                    | Mient                                                                            | 1986 ?                | staal          |            |
| Vakantieganger                                               | Jan Snoeck                       | Deltaplein                                                                       | 1986                  |                |            |
| Meisje                                                       | Peter van der Meer               | Albert Schweitzerlaan/Escamplaan                                                 | 1987                  |                |            |
| Man en vrouw op zuilen                                       | Berry Holslag                    | Loosduinseweg                                                                    | 1988                  |                |            |
| Beeld voor Keppler                                           | Rick Koren                       | Kepplerplein                                                                     | 1990                  |                |            |
| Gietijzeren beer                                             | Albert Goederond                 | Aaltje Noordewierstraat                                                          | 1992                  |                |            |
| Boodschappen                                                 | Gerard Brouwer                   | Alphons Diepenbrocklaan                                                          | 1994                  | brons          |            |
| Clown                                                        | Peter van der Meer               | Appelstraat                                                                      | 1985, herplaatst 2011 |                |            |
| De speler                                                    | Folkert de Jong                  | Koningsplein                                                                     | 2014                  |                |            |
| De Boeken van Berlage                                        | Adrie Bruijs                     | Mient / Valkenboskade                                                            | 2017                  | Iers hardsteen |            |
| Cross of Sacrifice                                           |                                  | Ockenburg                                                                        |                       |                |            |
| Respect                                                      |                                  | Ockenburg                                                                        |                       |                |            |
| Jocky                                                        | Jaroslawa Dankowa                | Madestein                                                                        |                       |                |            |
| Figuren                                                      | onbekend                         | Laan van Poot                                                                    |                       |                |            |
| onbekend                                                     | Rudi Rooijackers                 | Ockenburg, Wijndaelerduin 1                                                      |                       |                |            |
| Jezus                                                        | onbekend                         |                                                                                  |                       |                |            |
| Paard                                                        | Frits van Eeden                  | Teunisbloemplein                                                                 |                       |                |            |
| Object                                                       | Margot Zanstra                   | Aaltje Noordewierstraat                                                          |                       |                |            |
| Muzikant op de Meent                                         | Peter Harskamp                   | Jules Massenetstraat                                                             |                       |                |            |
| Relief naar M.C. Escher                                      | M.C. Escher                      | Houtrustweg                                                                      |                       |                |            |
| Gevelbekroning Aesculapius                                   | Hubert van Lith                  | Sportlaan, ingang ziekenhuis                                                     | onbekend              |                |            |
| Relief vrouw, man, tafel, lamp                               | Theo van der Nahmer              | Tomatenstraat                                                                    | onbekend              |                |            |
| Onbekend relief                                              | Onbekend                         | Houtrustweg                                                                      |                       |                |            |
| Uil                                                          | onbekend                         | Mezenstraat                                                                      |                       | Hout           |            |